# Municipio de Deer Park (Illinois)
El municipio de Deer Park (en inglés: Deer Park Township) es un municipio ubicado en el condado de LaSalle en el estado estadounidense de Illinois. En el año 2010 tenía una población de 492 habitantes y una densidad poblacional de 5,75 personas por km².

## Geografía
El municipio de Deer Park se encuentra ubicado en las coordenadas 41°17′15″N 88°59′29″O / 41.28750, -88.99139. Según la Oficina del Censo de los Estados Unidos, el municipio tiene una superficie total de 85.55 km², de la cual 81,15 km² corresponden a tierra firme y (5,14 %) 4,4 km² es agua.

## Demografía
Según el censo de 2010, había 492 personas residiendo en el municipio de Deer Park. La densidad de población era de 5,75 hab./km². De los 492 habitantes, el municipio de Deer Park estaba compuesto por el 98,17 % blancos, el 0,2 % eran afroamericanos, el 0,41 % eran asiáticos, el 0,41 % eran de otras razas y el 0,81 % eran de una mezcla de razas. Del total de la población el 2,03 % eran hispanos o latinos de cualquier raza.